# Зарубин, Василий Михайлович
Василий Михайлович Зарубин (4 февраля 1894 года, Панино, Бронницкий уезд, Московская губерния, Российская империя — 18 сентября 1972, Москва) — советский разведчик, генерал-майор (9 июля 1945 года). Руководитель советской резидентуры в США.

## Биография

### Юность
Родился в деревне Панино Бронницкого уезда Московской губернии. Его отец служил кондуктором станции Москва-Курская. Всего в семье, помимо Василия, было 8 детей, трое из которых впоследствии также работали в органах госбезопасности.
В 1903—1908 годах учился в двухклассной школе при Московско-Курской железной дороге. Это была усовершенствованная пятилетняя схема обучения. Учёбу совмещал с работой в товариществе В. Лыжина. В годы Первой мировой войны воевал на Западном фронте. За антивоенную агитацию был отправлен в штрафную роту, в составе которой получил ранение. Войну закончил рядовым. В марте 1917 года был избран членом полкового солдатского комитета. С сентября того же года работал конторщиком в товариществе «Волжская мануфактура» в Москве, а ещё позже — помощником кладовщика на складе. В апреле 1918 года вступил в РКП(б).
В сентябре 1918 года был отправлен на Южный фронт. Занимал посты начальника конной связи, помощника начальника штаба по оперативной части 1-й бригады 1-й Московской рабочей дивизии РККА. В феврале 1920 года был назначен инструктором-контролёром 24-й бригады ВОХР Орловского сектора, а в октябре — сотрудником для поручений при начальнике 5-й дивизии внутренней службы (ВНУС) в городе Козлове.

### В органах госбезопасности
При расформировании войск внутренней службы попал в органы ВЧК. С января 1921 года работал помощником уполномоченного по борьбе со спекуляцией районной транспортной ЧК Центра (Москва), затем — уполномоченным, заместителем начальника, начальником СОЧ Отдельной дорожно-транспортной ЧК и — по совместительству — заместителем начальника Отдельной дорожно-транспортной ЧК в Москве. В апреле 1922 года был переведён в полномочное представительство ГПУ Дальневосточного военного округа, где назначен заместителем начальника Особого отдела 17-го Приморского корпуса в Никольске-Уссурийском. В сентябре 1922 года назначен начальником экономического отделения Приморского губотдела ГПУ г. Владивосток, с февраля 1923 начальник экономического отделения Приморского губотдела ОГПУ.
В феврале 1924 стал сотрудником негласного штата ПП ОГПУ Дальневосточной области, Харбин. Работа заместителем резидента в советском консульстве в Харбине под прикрытием хозяйственной должности.
В сентябре 1925 года переведён в аппарат ИНО ОГПУ. В 1925—1926 гг. легальный резидент ИНО ОГПУ в Финляндии. Работал под прикрытием должности атташе полпредства СССР.
В 1927 году Василий Зарубин на нелегальной работе в Дании. С 1929 года в Москве, в 1930 году — помощник начальника 8-го отдела ИНО ОГПУ. В марте 1930 года В. М. Зарубин был назначен нелегальным резидентом ИНО ОГПУ во Франции (псевдоним Бетти), куда выехал по документам инженера Яна Кочека, словака по национальности, вместе со своей женой Е. Ю. Зарубиной (Горской).
В декабре 1933 года переведён нелегальным резидентом в Берлин. Провёл ряд ценных вербовок, являлся оператором особо важного агента — сотрудника гестапо Вилли Лемана («Брайтенбах»). Полученная от него ценнейшая информация о структуре, кадрах, операциях РСХА, гестапо и абвера, о военном строительстве и оборонной промышленности Германии, а также о её планах и намерениях получила высокую оценку Центра.
В 1939—1940 годах был направлен в лагерь для польских военнопленных Козельск-1 с целью вербовки поляков. Культурный, начитанный, владевший иностранными языками, с многолетним опытом работы за границей, он был полной противоположностью необразованным и невежественным лагерным сотрудникам НКВД.
В 1940 году его и группу других разведчиков Л. П. Берия обвинил в сотрудничестве с гестапо, но лично Зарубина репрессии обошли стороной. Весной 1941 года Зарубин был направлен в Китай для восстановления связи с германским советником Чан Кайши, который в прошлом был одним из руководителей штурмовых отрядов в Германии (по ряду свидетельств, им являлся Вальтер Франц Мария Штеннес). В беседах с Зарубиным немец сообщил, что располагает точными сведениями о подготовке Гитлера к нападению на СССР и назвал дату — май-июнь. В Китае Зарубин работал заместителем резидента. Совместно с И. А. Чичаевым вёл переговоры с миссией британской разведки Секретной разведовательной службы о налаживании сотрудничества в борьбе с гитлеровскими спецслужбами.

### Деятельность в годы Второй мировой войны
По состоянию на 22 июня 1941 года занимал должность заместителя начальника 1-го управления НКГБ СССР. 11 августа 1941 года переведён на аналогичную должность в НКВД СССР. В сентябре 1941 года назначен руководителем легальной резидентуры НКВД-НКГБ в Соединённых Штатах Америки под дипломатическим прикрытием. С декабря 1941 года находился в США. Координировал деятельность советской агентуры, работавшей над получением технологий атомного оружия. В апреле 1943 года встречался с деятелем Компартии США Стивом Нельсоном. Дом Нельсона прослушивался ФБР, и их беседа была записана, о чём Гарри Гопкинс информировал советского посла.
Двое сотрудников резидентуры, Василий Миронов и Василий Дорогов, жаловались в Центр на грубость Зарубина и его небрежность в работе. В августе 1943 года Миронов написал анонимный донос в ФБР, в котором раскрыл имена десяти сотрудников резидентуры (включая себя) и одного агента, Бориса Морроза. По сведениям Судоплатова, Миронов жаловался на Зарубина также и Сталину, обвиняя его в сотрудничестве с ФБР. Летом 1944 года Зарубины и Миронов были отозваны в Москву, что для Зарубина закончилось повышением, а для Миронова — расстрелом. 15 февраля 1945 года Зарубин был назначен начальником 6-го отдела 1-го управления НКГБ (с марта 1946 года — МГБ) СССР.

### Деятельность после Второй мировой войны
27 июня 1946 года назначен заместителем начальника управления «1-Б» Главного управления МГБ СССР. 25 июня 1947 года освобождён от должности с зачислением в резерв управления кадров МГБ. 27 января 1948 года уволен в отставку с формулировкой «по болезни» и отправлен на пенсию. В 1953 году, после ликвидации МГБ и прихода к руководству объединённым МВД Лаврентия Берии, был возвращён на службу и 30 мая 1953 года назначен сотрудником 9-го отдела МВД СССР. 31 июля 1953 года окончательно уволен со службы.

### В отставке
Принимал участие в подготовке кадров для разведки: читал лекции по нелегальной работе, написал учебник для специального учебного заведения ПГУ КГБ, консультировал сотрудников ПГУ СССР.
Похоронен на Калитниковском кладбище.

## Семья
- Был женат на Ольге Георгиевне Зарубиной (Васильевой). В дальнейшем она повторно вышла замуж за разведчика (Наума Эйтингона). Дочь от первого брака — Зоя Васильевна Зарубина (1920—2009), сотрудница советских органов госбезопасности, разведчица, преподаватель МГПИИЯ, основатель и первый директор курсов переводчиков ООН, профессор Дипломатической академии МИД. Внучка — Козлова Татьяна Васильевна, спортивный журналист. Правнук — Алексей Козлов (род. 1974), предприниматель.
- С 1928 года женат на разведчице Елизавете Юльевне Зарубиной (в девичестве Розенцвейг, 1900—1987). Сын — Пётр Васильевич Зарубин (1932, Париж — 2017, Москва) — советский и российский учёный в области лазерной техники, доктор технических наук, профессор.

## Награды
- два ордена Ленина;
- орден Октябрьской Революции;
- два ордена Красного Знамени;
- орден Красной Звезды;
- юбилейная медаль «XX лет Рабоче-крестьянской Красной армии» (22.02.1938);
- медали.